# Wolfgang Paul Burgermeister
Wolfgang Paul Burgermeister, genannt von Deizisau (* 25. Juli 1697 in Tübingen; † 1756 in Weimar), war ein deutscher Jurist.

## Leben
Wolfgang Paul Burgermeister war ein Sohn des aus Geislingen an der Steige stammenden Rechtsgelehrten Johann Stephan Burgermeister. Er besuchte das Ulmer Gymnasium und bezog im 17. Lebensjahr die Universität Tübingen, wo er Jura studierte. Nach einem Semester in Halle erwarb er 1718 in Tübingen das Lizenziat für Jura. Im Auftrag seines Vaters ging er 1719 nach Wien, um einen Prozess gegen die Reichsritterschaft zu führen. Anschließend bereiste er sieben Jahre lang verschiedene Länder. Nach seiner Rückkehr 1726 zog er nach Ulm und heiratete. Er stand zu Esslingen im Dienst der schwäbischen Ritterschaft und war Kanzleirat in der Grafschaft Leiningen-Westerburg. Später war er Ratskonsulent in der Reichsstadt Worms, wo er den Titel eines königlich dänischen Rates erhielt. 1742 wurde er als Hof- und Oberkonsistorialrat nach Weimar berufen, wo er 1756 starb.
Seine Veröffentlichungen widmeten sich besonders dem deutschen Staatsrecht und dem Römischen Recht (zum Beispiel Versuch einer leichten und deutlichen Anleitung zu einer gründlichen Gelahrtheit in denen in Deutschland eingeführten und hergebrachten Rechten zu gelangen, 1732).